# Ben Lummis
Ben Lummis (ur. 1 czerwca 1978 w Wellington, Nowa Zelandia) – nowozelandzki wokalista, autor tekstów, zwycięzca pierwszej edycji nowozelandzkiego programu Idol. Jest pochodzenia maoryskiego.

## Dyskografia

### Albumy studyjne
- 2004 - One Road

### Single
- 2004 - "They Can't Take That Away"
- 2006 - "Gotta Move"